# Синагога «Різницька I» (Розинської)
Синагога «Різницька I» — юдейська синагога в Херсоні. Не збереглася.

## Історія
Знаходилася у південній частині вул. Канатної біля перетину з вулицею Єврейською. Побудована у другій половині XIX ст. Відвідуваність на початку XX століття — 1200 чоловік. За актом № 19 від 8 травня 1922 в синагоги вилучено 15 фунтів 60 золотників (6 кг 398 г: свічник п'ятисвічковий, 2 прикраси сувою Тори, 2 підсвічники; корона). Залишено у тимчасове користування прикраса Тори та 1 келих.
Закрита у 1927 р. «за клопотанням трудящих міста». З 1933 року будинок було зайнято заводом пожежного обладнання. Головний корпус спалений німцями у 1944.
В наш час[коли?] будівля використовується фірмою «Квазар-Південь», що виготовляє меблі (вул. Канатна, 27).